# NGC 2967
NGC 2967 je galaksija u zviježđu Sekstantu.

## Vanjske poveznice
- SEDS: NGC 2967